# عيون الحمام (الأردن)
عيون الحمَّام، أو اّبار عيون الحمَّام، هو موقع أثري في الأردن يعرف بأنه أقدم موقع دفن في المشرق وربما في العالم. أرِّخت العظام الموجودة إلى العصر الحجري القديم العلوي، أي قبل الحضارة النطوفيّة، بالفترة بين 11600 و23000 علم قبل الحاضر.
بدأت الحفريات الأثرية في الموقع بسنة 2005, وهي مستمرة بشكل متقطع إلى الآن. ووجدت بعثة كنديّة من جامعة تورونتو ادوات صوانية وهياكل عظمية بشرية وحيوانية، وكان الاكتشاف الأهم هو العثور على مدفن ثعلب في الموقع، وتوحي طريقة الدفن بأن البشر في ما قبل التاريخ في المنطقة قد اعتنوا بالثعالب كحيوانات مصاحبة، كالكلاب في العصر الحديث. وتقدم المكشتفات معلومات عن أولى طقوس الدفن عند الإنسان وأقدم حالات إستئناس الحيوانات البريّة.